# 朱子强
朱子强（1919年—1984年），男，直隶束鹿人，中华人民共和国政治人物，曾任南开大学党委书记，天津市政协副主席，第六届全国政协委员。